# Homo hop
Homo hop, que também pode ser chamado de hip hop LGBT é um gênero musical do hip hop executado por artistas LGBT. Foi descrito como "um movimento global de rappers e MCs de hip-hop gays e determinados fãs com o intuito de destacar sua reivindicação em um gênero muitas vezes associado com a homofobia e letras anti-gay."
Eventos notáveis na história do homo hop incluem o PeaceOUT World Homo Hop Festival, que foi fundado em 2001  e montado por vários anos no costas Leste e Oeste dos EUA, e o documentário de 2006, Pick Up the Mic.
Exemplos de tais canções do gênero incluem "BEN", canção de Adair Lion, que utiliza samples de "Ben" de Michael Jackson, e "Animal Style", de Murs.
Frank Ocean, um dos integrantes do grupo de hip hop de Los Angeles OFWGKTA, recentemente assumiu ser bissexual.

## História
A representação LGBTQ na música hip hop tem sido reduzida. O hip hop é normalmente retratado como um dos géneros musicais menos amigáveis para as comunidades LGBTQ, tendo em conta a grande quantidade de canções com teor homofóbico e letras anti-gay. A atitude em relação à homossexualidade na cultura hip hop tem sido historicamente negativa. Linguagem insultuosa, tal como "sus", "no homo" e "pause" podem ouvir-se nas letras de canções hip hop das maiores vedetas do ramo. De acordo com o LA Times, estes insultos foram utilizados para transformar a "queerness numa anedota". Contudo, desde o início do século XXI, tem vindo a florescer uma comunidade de artistas, ativistas and performers  LGBTQ de hip hop, que têm vindo a afirmar-se na cena musical "mainstream".
Designações, tais como homo hop ou queer hip hop passaram a ser utilizadas para agrupar os artistas que se identificam como membros da comunidade LGBTQ num subgénero de hip hop, embora com base apenas na sexualidade dos mesmos. Com efeito, esta designação não se refere a um estilo de produção comum, uma vez que os artistas são simultaneamente associados a virtualmente todos os outros subgéneros do hip hop, ou mesmo a outros géneros musicais. Pelo contrário, os termos de associação são definidos por um envolvimento direto com a cultura LGBT em elementos tais como os temas líricos ou a identidade visual e a apresentação dos artistas.
Os artistas que foram identificados com este género têm, contudo, opiniões diversas em relação à aceitação da terminologia. Alguns apoiam-na por considerarem que o "hip hop LGBTQ" é um fenómeno distinto e uma ferramenta de promoção da visibilidade LGBTQ na música pop, ao passo que outros criticam a designação por essencialmente colocar a sua música num gueto, de interesse residual e circunscrito apenas a um reduzido número de fãs musicais.

## Artistas
- Cazwell
- Deadlee
- Deep Dickollective
- Tori Fixx
- God-Des and She
- Juba Kalamka
- Melange Lavonne
- Mz Fontaine
- QBoy
- Samantha Ronson
- Soce, the elemental wizard
- Solomon
- Yo Majesty
- Anye Elite
- Jonny Makeup
- Katastrophe
- Jonny McGovern
- Syd tha Kyd
- Frank Ocean
- Boo Nanny